# الکساندر راکیچ
الکساندر راکیچ (انگلیسی: Aleksandar Rakić؛ زادهٔ ۶ فوریهٔ ۱۹۹۲) ورزشکار هنرهای رزمی ترکیبی اهل اتریش است.
راکیچ یک رزمی‌کار ترکیبی اتریشی است. او در حال حاضر در بخش نیمه‌سنگین وزن مسابقات قهرمانی مبارزه نهایی (سازمان یواف‌سی) رقابت می‌کند. راکیچ که از سال ۲۰۱۱ به عنوان یک مبارز حرفه‌ای فعالیت می‌کند، همچنین برای مسابقات قهرمانی مبارزه نهایی در اتریش نیز رقابت کرده است. در تاریخ ۲۴ ژوئن ۲۰۲۵، او در رتبه‌بندی نیمه‌سنگین وزن یواف‌سی در رتبه هفتم قرار دارد.